# Montes Claros
Pour les articles homonymes, voir Montes.
Montes Claros est une commune brésilienne du nord de l'État du Minas Gerais, située à 422 km au nord de Belo Horizonte.
Sa population était de 394 350 habitants en 2015, selon l'estimation de l'Institut Brésilien de Géographie et Statistique. La commune s'étend sur 3 582 km2, dont 38,7 km2 sont situés en zone urbaine et 3 543 km2 sont situés en zone rurale.

## Maires
| Période | Période | Identité         | Étiquette | Qualité |
| ------- | ------- | ---------------- | --------- | ------- |
| 2009    | 2012    | Luiz Tadeu Leite | PMDB      |         |
| 2013    | 2017    | Ruy Muniz        | DEM       |         |

## Communications
L'indicatif de Montes Claros (MG) est le 38.

## Personnalités liées à Montes Claros
- Túlio de Melo (1985-), footballeur brésilien
- Gladson Barbosa (1979-), coureur de fond
- Kamilla Cardoso (2001-), joueuse de basket-ball